# Leptospathius triangulifera
Leptospathius triangulifera är en stekelart som beskrevs av Günther Enderlein 1914. Leptospathius triangulifera ingår i släktet Leptospathius och familjen bracksteklar. Inga underarter finns listade i Catalogue of Life.